# Clasterosphaeria
Clasterosphaeria är ett släkte av svampar. Clasterosphaeria ingår i familjen Magnaporthaceae, klassen Sordariomycetes, divisionen sporsäcksvampar och riket svampar.
|                  | Pyricularia                               |
|                  |                                           |
|                  | Gaeumannomyces                            |
|                  |                                           |
|                  | Clasterosporium                           |
|                  |                                           |
|                  | Pseudohalonectria                         |
|                  |                                           |
|                  | Magnaporthe                               |
|                  |                                           |
|                  | Harpophora                                |
|                  |                                           |
|                  | Mycoleptodiscus                           |
|                  |                                           |
|                  | Omnidemptus                               |
|                  |                                           |
|                  | Herbampulla                               |
|                  |                                           |
|                  | Buergenerula                              |
|                  |                                           |
|                  | Gibellina                                 |
|                  |                                           |
|                  | Ophioceras                                |
|                  |                                           |
| Clasterosphaeria | \| \| Clasterosphaeria cyperi \| \| \| \| |
|                  | \| \| Clasterosphaeria cyperi \| \| \| \| |
|                  | Clasterosphaeria cyperi                   |
|                  |                                           |

|  | Clasterosphaeria cyperi |
|  |                         |